# Prezaredi BG
Prezaredi BG (bułg. Презареди БГ) – bułgarska partia polityczna o profilu centrowym, określana jako ugrupowanie populistyczne. Do 2017 działała pod nazwą Bułgaria bez Cenzury (bułg. България без цензура).

## Historia
Partia powstała 25 stycznia 2014 w Narodowym Pałacu Kultury w Sofii z inicjatywy dziennikarza i prezentera telewizyjnego Nikołaja Barekowa. Ugrupowanie zaczęło głosić hasła antykorupcyjne i krytykować główne formacje bułgarskiej sceny politycznej. Przed wyborami europejskimi w 2014 BbC zawiązała koalicję z partiami konserwatywnymi i nacjonalistycznymi, m.in. z WMRO – Bułgarskim Ruchem Narodowym. W głosowaniu z maja 2014 wspólna lista uzyskała 10,7% głosów, wprowadzając do Parlamentu Europejskiego dwóch swoich przedstawicieli – przewodniczącego BbC Nikołaja Barekowa i wiceprzewodniczącego WMRO-BND Angeła Dżambazkiego.
W październiku tego samego roku koalicja skupiona wokół Bułgarii bez Cenzury w przedterminowych wyborach krajowych uzyskała 5,7% głosów i 15 mandatów w Zgromadzeniu Narodowym 43. kadencji. Większość deputowanych wkrótce opuściła frakcję BbC, a w styczniu 2017 jej lider zapowiedział tworzenie nowego ugrupowania. Ostatecznie doszło do przyjęcia nowej nazwy; ugrupowanie nie wystartowało w wyborach w 2017.